# Svezia ai Giochi della XXX Olimpiade
La Svezia ha partecipato ai Giochi della XXX Olimpiade di Londra che si sono svolti dal 27 luglio al 12 agosto 2012. È stata la 26ª partecipazione consecutiva degli atleti svedesi ai giochi olimpici estivi, se si esclude l'edizione del 1904.
Gli atleti della delegazione svedese sono stati 134 (55 uomini e 79 donne), in 20 discipline. Alla cerimonia di apertura il portabandiera è stato il cavaliere Rolf-Göran Bengtsson, mentre il portabandiera della cerimonia di chiusura è stato il velista Fredrik Lööf.
La Svezia ha ottenuto un totale di 8 medaglie (1 oro, 4 argenti e 3 bronzi).

## Medaglie
| Riepilogo quotidiano | Riepilogo quotidiano | Riepilogo quotidiano | Riepilogo quotidiano | Riepilogo quotidiano | Riepilogo quotidiano | Riepilogo quotidiano |
| -------------------- | -------------------- | -------------------- | -------------------- | -------------------- | -------------------- | -------------------- |
| Giorno               | Data                 |                      |                      |                      | Totale               |                      |
| 1º                   | 27                   | —                    | —                    | —                    | —                    |                      |
| 2º                   | 28                   | 0                    | 0                    | 0                    | 0                    |                      |
| 3º                   | 29                   | 0                    | 0                    | 0                    | 0                    |                      |
| 4º                   | 30                   | 0                    | 0                    | 0                    | 0                    |                      |
| 5º                   | 31                   | 0                    | 1                    | 0                    | 1                    |                      |
| 6º                   | 1                    | 0                    | 0                    | 0                    | 0                    |                      |
| 7º                   | 2                    | 0                    | 1                    | 0                    | 1                    |                      |
| 8º                   | 3                    | 0                    | 0                    | 0                    | 0                    |                      |
| 9º                   | 4                    | 0                    | 1                    | 0                    | 1                    |                      |
| 10º                  | 5                    | 1                    | 0                    | 0                    | 1                    |                      |
| 11º                  | 6                    | 0                    | 0                    | 2                    | 2                    |                      |
| 12º                  | 7                    | 0                    | 0                    | 1                    | 1                    |                      |
| 13º                  | 8                    | 0                    | 0                    | 0                    | 0                    |                      |
| 14º                  | 9                    | 0                    | 0                    | 0                    | 0                    |                      |
| 15º                  | 10                   | 0                    | 0                    | 0                    | 0                    |                      |
| 16º                  | 11                   | 0                    | 0                    | 0                    | 0                    |                      |
| 17º                  | 12                   | 0                    | 1                    | 0                    | 1                    |                      |
| Totale               | Totale               | 1                    | 4                    | 3                    | 8                    |                      |

### Medagliere per discipline
| Sport       | Oro | Argento | Bronzo | Totale |
| ----------- | --- | ------- | ------ | ------ |
| Vela        | 1   | 0       | 1      | 2      |
| Equitazione | 0   | 1       | 0      | 1      |
| Pallamano   | 0   | 1       | 0      | 1      |
| Tiro        | 0   | 1       | 0      | 1      |
| Triathlon   | 0   | 1       | 0      | 1      |
| Lotta       | 0   | 0       | 2      | 2      |
| Totale      | 1   | 4       | 3      | 8      |

### Medaglie d'oro
| Medaglia | Nome                      | Sport | Evento |
| -------- | ------------------------- | ----- | ------ |
| Oro      | Fredrik Lööf Max Salminen | Vela  | Star   |

### Medaglie d'argento
| Medaglia | Nome | Sport       | Evento                        |
| --- | --- | ----------- | ----------------------------- |
| Argento | Sara Algotsson Ostholt | Equitazione | Concorso completo individuale |
| Argento | Håkan Dahlby | Tiro        | Double trap                   |
| Argento | Lisa Nordén | Triathlon   | Gara femminile                |
| Argento | Nazionale di pallamano maschile \| Kim Andersson Mattias Andersson Dalibor Doder Niclas Ekberg Kim Ekdahl du Rietz Mattias Gustafsson Johan Jakobsson Magnus Jernemyr \| Tobias Karlsson Jonas Källman Jonas Larholm Andreas Nilsson Fredrik Petersen Johan Sjöstrand Mattias Zachrisson \| | Pallamano   | Torneo maschile               |
| Kim Andersson Mattias Andersson Dalibor Doder Niclas Ekberg Kim Ekdahl du Rietz Mattias Gustafsson Johan Jakobsson Magnus Jernemyr | Tobias Karlsson Jonas Källman Jonas Larholm Andreas Nilsson Fredrik Petersen Johan Sjöstrand Mattias Zachrisson |             |                               |

### Medaglie di bronzo
| Medaglia | Nome           | Sport | Evento                      |
| -------- | -------------- | ----- | --------------------------- |
| Bronzo   | Rasmus Myrgren | Vela  | Laser maschile              |
| Bronzo   | Johan Eurén    | Lotta | Lotta greco-romana - 120 kg |
| Bronzo   | Jimmy Lidberg  | Lotta | Lotta greco-romana - 96 kg  |

## Atletica leggera
| Q | Qualificato al turno successivo per la posizione in qualificazione                                                           |
| q | Qualificato per il turno successivo per ripescaggio o, negli eventi su campo, conquistando la misura minima per qualificarsi |

### Maschile
Eventi su campo
| Atleta         | Evento                 | Qualifica | Qualifica | Finale          | Finale          |
| Atleta         | Evento                 | Distanza  | Posizione | Distanza        | Posizione       |
| -------------- | ---------------------- | --------- | --------- | --------------- | --------------- |
| Kim Amb        | Lancio del giavellotto | 78,94 m   | 18°       | non qualificato | non qualificato |
| Alhaji Jeng    | Salto con l'asta       | NM        | -         | non qualificato | non qualificato |
| Michel Tornéus | Salto in lungo         | 8,03 m    | 6° q      | 8,11 m          | 4°              |

### Femminile
Eventi di corsa su pista e strada
| Atleta              | Evento   | Batteria  | Batteria  | Semifinale      | Semifinale      | Finale          | Finale          |
| Atleta              | Evento   | Risultato | Posizione | Risultato       | Posizione       | Risultato       | Posizione       |
| ------------------- | -------- | --------- | --------- | --------------- | --------------- | --------------- | --------------- |
| Isabellah Andersson | Maratona | N.D.      | N.D.      | N.D.            | N.D.            | 2h 27'36"       | 18ª             |
| Moa Hjelmer         | 400 m    | 52"86     | 4ª        | non qualificata | non qualificata | non qualificata | non qualificata |

Eventi su campo
| Atleta             | Evento           | Qualifica | Qualifica | Finale          | Finale          |
| Atleta             | Evento           | Distanza  | Posizione | Distanza        | Posizione       |
| ------------------ | ---------------- | --------- | --------- | --------------- | --------------- |
| Angelica Bengtsson | Salto con l'asta | 4,25 m    | =19ª      | non qualificata | non qualificata |
| Emma Green Tregaro | Salto in alto    | 1,93 m    | =2ª q     | 1,93 m          | 8ª              |
| Ebba Jungmark      | Salto in alto    | 1,85 m    | =20ª      | non qualificata | non qualificata |

Eventi combinati
| Atleta             | Evento    |           | 100H  | SA     | GP      | 200 m | SL     | LG      | 800 m   | Finale | Posizione |
| ------------------ | --------- | --------- | ----- | ------ | ------- | ----- | ------ | ------- | ------- | ------ | --------- |
| Jessica Samuelsson | Eptathlon | Risultato | 13"58 | 1,77 m | 14,18 m | 24"25 | 6,18 m | 42,02 m | 2'11"31 | 6300   | 14ª       |
| Jessica Samuelsson | Eptathlon | Punti     | 1039  | 941    | 806     | 957   | 905    | 706     | 946     | 6300   | 14ª       |

## Badminton
Maschile
| Atleta           | Evento  | Girone                                | Girone                                | Girone    | Ottavi               | Quarti               | Semifinale           | Finale               | Finale          |
| Atleta           | Evento  | Avversario Punteggio                  | Avversario Punteggio                  | Posizione | Avversario Punteggio | Avversario Punteggio | Avversario Punteggio | Avversario Punteggio | Posizione       |
| ---------------- | ------- | ------------------------------------- | ------------------------------------- | --------- | -------------------- | -------------------- | -------------------- | -------------------- | --------------- |
| Henri Hurskainen | Singolo | K. Cordón (GUA) P 21-15, 12-21, 15-21 | R. Ouseph (GBR) P 20-22, 21-17, 15-21 | 3º        | non qualificato      | non qualificato      | non qualificato      | non qualificato      | non qualificato |

## Calcio

### Femminile
Rosa
Presenze e reti aggiornate all'11 agosto 2012.
| 1  | P | Hedvig Lindahl    | 29 aprile 1983    | 86  | 0  | Kristianstads DFF  |  |  |
| 18 | P | Sofia Lundgren    | 20 settembre 1982 | 26  | 0  | Linköpings         |  |  |
|    |   |                   |                   |     |    |                    |  |  |
| 2  | D | Linda Sembrant    | 15 maggio 1987    | 35  | 1  | Tyresö             |  |  |
| 3  | D | Emma Berglund     | 19 dicembre 1988  | 11  | 0  | Umeå               |  |  |
| 4  | D | Annica Svensson   | 3 marzo 1983      | 28  | 0  | Tyresö             |  |  |
| 6  | D | Sara Thunebro     | 26 aprile 1979    | 93  | 3  | 1. FFC Francoforte |  |  |
| 13 | D | Lina Nilsson      | 17 giugno 1987    | 34  | 0  | LdB Malmö          |  |  |
| 17 | D | Malin Levenstad   | 13 settembre 1988 | 6   | 0  | LdB Malmö          |  |  |
|    |   |                   |                   |     |    |                    |  |  |
| 5  | C | Nilla Fischer     | 2 agosto 1984     | 90  | 12 | Linköpings         |  |  |
| 7  | C | Lisa Dahlkvist    | 6 febbraio 1987   | 56  | 7  | Tyresö             |  |  |
| 9  | C | Kosovare Asllani  | 29 luglio 1989    | 36  | 6  | Kristianstads DFF  |  |  |
| 10 | C | Sofia Jakobsson   | 23 aprile 1990    | 17  | 1  | Rossijanka         |  |  |
| 11 | C | Antonia Göransson | 16 settembre 1990 | 24  | 4  | Turbine Potsdam    |  |  |
|    |   |                   |                   |     |    |                    |  |  |
| 8  | A | Lotta Schelin     | 27 febbraio 1984  | 107 | 45 | Olympique Lione    |  |  |
| 16 | A | Madelaine Edlund  | 15 settembre 1985 | 33  | 1  | Tyresö             |  |  |

- Allenatore:  Thomas Dennerby

Prima fase - Girone F
| Arbitro: | di Iorio |

|                                          |           |            |
| Fischer 7’ Dahlkvist 20’ Schelin 21’ 63’ | Marcatori | 60’ Modise |

| Coventry 28 luglio 2012, ore 12:00 BST | Giappone | 0 – 0 referto | Svezia | City of Coventry Stadium (14 160 spett.)\| Arbitro: \| Alvarado \| |
| Arbitro:                               | Alvarado |               |        |                                                                    |

| Arbitro: | Eun Ah Hong |

|                  |           |                               |
| Tancredi 43’ 84’ | Marcatori | 14’ Hammarstrom 16’ Jakobsson |

| Pos. | Squadra   | Pt | G | V | N | P | GF | GS | DR |
| ---- | --------- | -- | - | - | - | - | -- | -- | -- |
| 1.   | Svezia    | 5  | 3 | 1 | 2 | 0 | 6  | 3  | +3 |
| 2.   | Giappone  | 5  | 3 | 1 | 2 | 0 | 2  | 1  | +1 |
| 3.   | Canada    | 4  | 3 | 1 | 1 | 1 | 6  | 4  | +2 |
| 4.   | Sudafrica | 1  | 3 | 0 | 1 | 2 | 1  | 7  | -6 |

Quarti di finale
| Arbitro: | Seitz |

|             |           |                        |
| Fischer 17’ | Marcatori | 28’ Georges 38’ Renard |

- Svezia eliminata ai quarti di finale - Posizione nella classifica finale: 5º posto pari merito con Gran Bretagna Nuova Zelanda e Brasile

## Canoa/Kayak

### Velocità
| FA | Qualificato in finale A (per le medaglie)                       |
| FB | Qualificato in finale B (non per le medaglie)                   |
| Q  | Qualificato al turno successivo per posizione in qualificazione |
| q  | Qualificato al turno successivo per ripescaggio                 |

Maschile
| Atleta                          | Evento     | Batteria | Batteria   | Semifinale | Semifinale | Finale   | Finale     |
| Atleta                          | Evento     | Tempo    | Classifica | Tempo      | Classifica | Tempo    | Classifica |
| ------------------------------- | ---------- | -------- | ---------- | ---------- | ---------- | -------- | ---------- |
| Anders Gustafsson               | K-1 1000 m | 3'34"419 | 1º Q       | 3'31"149   | 3º FA      | 3'29"919 | 5º         |
| Henrik Nilsson Markus Oscarsson | K-2 1000 m | 3'16"590 | 3º Q       | 3'13"125   | 1º FA      | 3'11"803 | 5º         |

Femminile
| Atleta                          | Evento    | Batteria | Batteria   | Semifinale | Semifinale | Finale          | Finale          |
| Atleta                          | Evento    | Tempo    | Classifica | Tempo      | Classifica | Tempo           | Classifica      |
| ------------------------------- | --------- | -------- | ---------- | ---------- | ---------- | --------------- | --------------- |
| Sofia Paldanius                 | K-1 200 m | 42"596   | 2ª Q       | 42"688     | 6ª         | non qualificata | non qualificata |
| Sofia Paldanius                 | K-1 500 m | 1'51"212 | 1ª Q       | 1'51"945   | 3ª FA      | 1'53"197        | 4ª              |
| Karin Johansson Josefin Nordlöw | K-2 500 m | 1'44"437 | 1ª Q       | 1'44"025   | 6ª FB      | 1'45"367        | 10ª             |

## Canottaggio
| FA   | Qualificato in finale A (per le medaglie)     |
| FB   | Qualificato in finale B (non per le medaglie) |
| FC   | Qualificato in finale C (non per le medaglie) |
| FD   | Qualificato in finale D (non per le medaglie) |
| FE   | Qualificato in finale E (non per le medaglie) |
| FF   | Qualificato in finale F (non per le medaglie) |
| SA/B | Semifinali A/B                                |
| SC/D | Semifinali C/D                                |
| SE/F | Semifinali E/F                                |
| QF   | Qualificato ai quarti di finale               |
| R    | Ripescaggio                                   |

Maschile
| Atleta        | Evento  | Batteria | Batteria  | Ripescaggio | Ripescaggio | Quarti di finale | Quarti di finale | Semifinali | Semifinali | Finale  | Finale    |
| Atleta        | Evento  | Tempo    | Posizione | Tempo       | Posizione   | Tempo            | Posizione        | Tempo      | Posizione  | Tempo   | Posizione |
| ------------- | ------- | -------- | --------- | ----------- | ----------- | ---------------- | ---------------- | ---------- | ---------- | ------- | --------- |
| Lassi Karonen | Singolo | 6'45"42  | 1° Q      | Bye         | Bye         | 6'57"06          | 1° SA/B          | 7'19"77    | 2° FA      | 7'04"04 | 4°        |

Femminile
| Atleta         | Evento  | Batteria | Batteria  | Ripescaggio | Ripescaggio | Quarti di finale | Quarti di finale | Semifinali | Semifinali | Finale  | Finale    |
| Atleta         | Evento  | Tempo    | Posizione | Tempo       | Posizione   | Tempo            | Posizione        | Tempo      | Posizione  | Tempo   | Posizione |
| -------------- | ------- | -------- | --------- | ----------- | ----------- | ---------------- | ---------------- | ---------- | ---------- | ------- | --------- |
| Frida Svensson | Singolo | 7'32"61  | 2ª Q      | Bye         | Bye         | 7'40"64          | 3ª SA/B          | 7'54"52    | 5ª FB      | 7'56"42 | 10ª       |

## Ciclismo

### Ciclismo su strada
Maschile
| Atleta         | Evento         | Tempo     | Classifica |
| -------------- | -------------- | --------- | ---------- |
| Gustav Larsson | Corsa in linea | 5h 46'37" | 76º        |
| Gustav Larsson | Cronometro     | 54'35"26  | 16º        |

Femminile
| Atleta             | Evento         | Tempo     | Classifica |
| ------------------ | -------------- | --------- | ---------- |
| Emilia Fahlin      | Corsa in linea | 3h 35'56" | 19ª        |
| Emilia Fahlin      | Cronometro     | 41'15"86  | 17ª        |
| Emma Johansson     | Corsa in linea | 3h 35'56" | 6ª         |
| Emma Johansson     | Cronometro     | 40'38"56  | 14ª        |
| Isabelle Söderberg | Corsa in linea | OTL       | OTL        |

### Mountain Bike
Femminile
| Atleta          | Evento        | Tempo     | Classifica |
| --------------- | ------------- | --------- | ---------- |
| Alexandra Engen | Cross-country | 1h 33'08" | 6ª         |

## Equitazione

### Salto ostacoli
| Atleta                                                                           | Cavallo         | Gara           | Qualificazione | Qualificazione | Qualificazione  | Qualificazione  | Qualificazione  | Qualificazione  | Qualificazione  | Qualificazione  | Finale          | Finale          | Finale          | Finale          | Finale          | Totale   | Totale    |
| Atleta                                                                           | Cavallo         | Gara           | 1º turno       | 1º turno       | 2º turno        | 2º turno        | 2º turno        | 3º turno        | 3º turno        | 3º turno        | Round A         | Round A         | Round B         | Round B         | Round B         | Totale   | Totale    |
| Atleta                                                                           | Cavallo         | Gara           | Penalità       | Posizione      | Penalità        | Totale          | Posizione       | Penalità        | Totale          | Posizione       | Penalità        | Posizione       | Penalità        | Totale          | Posizione       | Penalità | Posizione |
| -------------------------------------------------------------------------------- | --------------- | -------------- | -------------- | -------------- | --------------- | --------------- | --------------- | --------------- | --------------- | --------------- | --------------- | --------------- | --------------- | --------------- | --------------- | -------- | --------- |
| Rolf-Göran Bengtsson                                                             | Casall La Silla | Individuale    | 0              | =1° Q          | 0               | 0               | =1° Q           | 8               | 8               | =11° Q          | DNS             | DNS             | DNS             | DNS             | DNS             | DNS      | DNS       |
| Lisen Bratt Fredricson                                                           | Matrix          | Individuale    | 42             | =72ª           | non qualificata | non qualificata | non qualificata | non qualificata | non qualificata | non qualificata | non qualificata | non qualificata | non qualificata | non qualificata | non qualificata | 42       | =72ª      |
| Henrik von Eckermann                                                             | Allerdings      | Individuale    | 0              | =1° Q          | 0               | 0               | =1° Q           | 16              | 16              | =33° Q          | 8               | =23°            | non qualificato | non qualificato | non qualificato | 8        | =23°      |
| Jens Fredricson                                                                  | Lunatic         | Individuale    | 0              | =1° Q          | 8               | 8               | =31° Q          | 4               | 12              | =26° Q          | 9               | =26°            | non qualificato | non qualificato | non qualificato | 9        | =26°      |
| Rolf-Göran Bengtsson Lisen Bratt Fredricson Henrik von Eckermann Jens Fredricson | Come sopra      | Gara a squadre | N.D.           | N.D.           | N.D.            | N.D.            | N.D.            | N.D.            | N.D.            | N.D.            | 4               | =2°             | 24              | 28              | =6°             | 28       | =6°       |

### Dressage
| Atleta                                              | Cavallo      | Gara        | Grand Prix | Grand Prix | Grand Prix Special | Grand Prix Special | Grand Prix Freestyle | Grand Prix Freestyle | Totale          | Totale          |
| Atleta                                              | Cavallo      | Gara        | Punteggio  | Classifica | Punteggio          | Classifica         | Tecnico              | Artistico            | Punteggio       | Classifica      |
| --------------------------------------------------- | ------------ | ----------- | ---------- | ---------- | ------------------ | ------------------ | -------------------- | -------------------- | --------------- | --------------- |
| Patrik Kittel                                       | Scandic      | Individuale | 74,073     | 15° Q      | 74,079             | 14° Q              | 75,750               | 81,714               | 78,732          | 14°             |
| Minna Telde                                         | Santana      | Individuale | 67,477     | 44ª Q      | 72,270             | 20ª                | non qualificata      | non qualificata      | non qualificata | non qualificata |
| Tinne Vilhelmsson-Silfvén                           | Don Auriello | Individuale | 71,940     | 14ª Q      | 74,063             | 15ª Q              | 76,143               | 82,429               | 79,286          | 11ª             |
| Patrik Kittel Minna Telde Tinne Vilhelmsson-Silfvén | Come sopra   | A squadre   | 71,940     | 7º Q       | 73,471             | 5º                 | N.D.                 | N.D.                 | 72,706          | 5º              |

### Concorso completo
| Atleta                                                                                   | Cavallo     | Gara        | Dressage | Dressage  | Cross-country | Cross-country | Cross-country | Salto ostacoli | Salto ostacoli | Salto ostacoli | Salto ostacoli  | Salto ostacoli  | Salto ostacoli  | Totale   | Totale    |
| Atleta                                                                                   | Cavallo     | Gara        | Dressage | Dressage  | Cross-country | Cross-country | Cross-country | Qualificazione | Qualificazione | Qualificazione | Finale          | Finale          | Finale          | Totale   | Totale    |
| Atleta                                                                                   | Cavallo     | Gara        | Penalità | Posizione | Penalità      | Totale        | Posizione     | Penalità       | Totale         | Posizione      | Penalità        | Totale          | Posizione       | Penalità | Posizione |
| ---------------------------------------------------------------------------------------- | ----------- | ----------- | -------- | --------- | ------------- | ------------- | ------------- | -------------- | -------------- | -------------- | --------------- | --------------- | --------------- | -------- | --------- |
| Linda Algotsson                                                                          | La Fair     | Individuale | 59,80    | =62ª      | 20,00         | 79,80         | 43ª           | 0,00           | 79,80          | 36ª            | non qualificata | non qualificata | non qualificata | 79,80    | 36ª       |
| Sara Algotsson Ostholt                                                                   | Wega        | Individuale | 39,30    | =4ª       | 0,00          | 39,30         | 1ª            | 0,00           | 39,30          | 1ª Q           | 4,00            | 43,30           | 2ª              | 43,30    |           |
| Niklas Lindbäck                                                                          | Mister Pooh | Individuale | 45,20    | 22ª       | 2,80          | 48,00         | 13ª           | 9,00           | 57,00          | 20ª Q          | 11,00           | 68,00           | 18ª             | 68,00    | 18ª       |
| Malin Petersen                                                                           | Sofarsogood | Individuale | 60,40    | 65ª       | 0,80          | 61,20         | 30ª           | 6,00           | 67,20          | 26ª            | non qualificata | non qualificata | non qualificata | 67,20    | 26ª       |
| Ludvig Svennerstål                                                                       | Shamwari    | Individuale | 43,70    | 16º       | 0,40          | 44,10         | 7º            | 8,00           | 52,10          | 11º Q          | 20,00           | 72,10           | 20º             | 72,10    | 20º       |
| Linda Algotsson Sara Algotsson Ostholt Niklas Lindbäck Malin Petersen Ludvig Svennerstål | Come sopra  | A squadre   | 128,20   | =4°       | 3,20          | 131,40        | 3°            | 17,00          | 148,40         | 4°             | N.D.            | N.D.            | N.D.            | 148,40   | 4°        |

## Ginnastica

### Ginnastica artistica
Femminile
| Atleta         | Evento                                        | Qualificazione | Qualificazione | Qualificazione | Qualificazione | Qualificazione | Qualificazione | Finale          | Finale          | Finale          | Finale          | Finale          | Finale          |
| Atleta         | Evento                                        | Attrezzo       | Attrezzo       | Attrezzo       | Attrezzo       | Totale         | Posizione      | Attrezzo        | Attrezzo        | Attrezzo        | Attrezzo        | Totale          | Posizione       |
| Atleta         | Evento                                        | CL             | V              | P              | S              | Totale         | Posizione      | CL              | V               | P               | S               | Totale          | Posizione       |
| -------------- | --------------------------------------------- | -------------- | -------------- | -------------- | -------------- | -------------- | -------------- | --------------- | --------------- | --------------- | --------------- | --------------- | --------------- |
| Jonna Adlerteg | Concorso individuale Qualificazioni femminili | 12,466         | 13,600         | 13,933         | 12,200         | 52,199         | 39ª            | non qualificata | non qualificata | non qualificata | non qualificata | non qualificata | non qualificata |

## Judo
Maschile
| Atleta       | Evento | 16-esimi                       | Ottavi               | Quarti               | Semifinali           | Ripescaggio          | Med. bronzo          | Finale               | Posizione       |
| Atleta       | Evento | Avversario Risultato           | Avversario Risultato | Avversario Risultato | Avversario Risultato | Avversario Risultato | Avversario Risultato | Avversario Risultato | Posizione       |
| ------------ | ------ | ------------------------------ | -------------------- | -------------------- | -------------------- | -------------------- | -------------------- | -------------------- | --------------- |
| Marcus Nyman | −90 kg | D. Choriev (UZB) P (0013–0101) | non qualificato      | non qualificato      | non qualificato      | non qualificato      | non qualificato      | non qualificato      | non qualificato |

## Lotta
| VT | Vittoria per atterramento                           |
| PP | Vittoria a punti (lo sconfitto con punti tecnici)   |
| PO | Vittoria a punti (lo sconfitto senza punti tecnici) |

### Greco-Romana
Maschile
| Atleta           | Evento  | Qualificazione                         | Ottavi                                   | Quarti                                      | Semifinali                             | Ripescaggio Turno 2  | Ripescaggio Turno 2                         | Finale                                        | Pos. |
| Atleta           | Evento  | Avversario Risultato                   | Avversario Risultato                     | Avversario Risultato                        | Avversario Risultato                   | Avversario Risultato | Avversario Risultato                        | Avversario Risultato                          | Pos. |
| ---------------- | ------- | -------------------------------------- | ---------------------------------------- | ------------------------------------------- | -------------------------------------- | -------------------- | ------------------------------------------- | --------------------------------------------- | ---- |
| Robert Rosengren | -74 kg  | Bye                                    | S. Çebi (TUR) V 3-1 PP (1-0, 0-1, 1-0)   | A. Kazakevič (LTU) P 1-3 PP (1-0, 0-2, 0-1) | non qualificato                        | non qualificato      | non qualificato                             | non qualificato                               | 9º   |
| Jimmy Lidberg    | -96 kg  | Bye                                    | N. Saikawa (JPN) V 3-0 PO (2-0, 1-0)     | R. Totrov (RUS) P 0-3 PO (0-1, 0-3)         | non qualificato                        | Bye                  | S. Gadabadze (AZE) V 3-1 PP (1-0, 0-1, 1-0) | C. Dzejničėnka (BLR) V 3-1 PP (0-2, 1-0, 4-1) |      |
| Johan Eurén      | -120 kg | N. Tinaliyev (KAZ) V 3-0 PO (3-0, 1-0) | M. Deák-Bárdos (HUN) V 3-0 PO (1-0, 2-0) | B. Babajanzadeh (IRI) V 3-0 PO (3-0, 1-0)   | H. Nabi (EST) P 1-3 PP (1-0, 0-1, 0-1) | Bye                  | Bye                                         | Ё. Čugašvili (BLR) V 3-1 PP (1-0, 0-1, 1-0)   |      |

### Libera
Femminile
| Atleta          | Evento | Qualificazione                         | Ottavi                                  | Quarti                                     | Semifinali           | Ripescaggio Turno 2                         | Ripescaggio Turno 2                         | Finale               | Pos. |
| Atleta          | Evento | Avversario Risultato                   | Avversario Risultato                    | Avversario Risultato                       | Avversario Risultato | Avversario Risultato                        | Avversario Risultato                        | Avversario Risultato | Pos. |
| --------------- | ------ | -------------------------------------- | --------------------------------------- | ------------------------------------------ | -------------------- | ------------------------------------------- | ------------------------------------------- | -------------------- | ---- |
| Sofia Mattsson  | -55 kg | Sündeviin B. (MGL) V 3-0 PO (5-0, 2-2) | M. Amri (TUN) V 3-0 PO (3-0, 2-0)       | V. Žolobova (RUS) P 1-3 PP (1-0, 1-1, 3-3) | non qualificata      | non qualificata                             | non qualificata                             | non qualificata      | 7ª   |
| Henna Johansson | -63 kg | Bye                                    | A. Tynybekova (KGZ) V 3-1 PP (3-2, 2-0) | K. Ichō (JPN) P 0-3 PO (0-1, 0-4)          | non qualificata      | Bye                                         | M. Dugrenier (CAN) P 1-3 PP (1-1, 1-2, 0-6) | non qualificata      | 10ª  |
| Jenny Fransson  | -72 kg | A. Bernard (USA) V 3-1 PP (3-0, 3-1)   | S. Zlateva (BUL) P 0-3 PO (0-1, 0-1)    | non qualificata                            | non qualificata      | V. Marzaliuk (BLR) P 1-3 PP (0-2, 1-0, 0-2) | non qualificata                             | non qualificata      | 9ª   |

## Nuoto e sport acquatici

### Nuoto
Maschile
| Atleta          | Evento             | Batterie | Batterie   | Semifinali      | Semifinali      | Finale          | Finale          |
| Atleta          | Evento             | Tempo    | Classifica | Tempo           | Classifica      | Tempo           | Classifica      |
| --------------- | ------------------ | -------- | ---------- | --------------- | --------------- | --------------- | --------------- |
| Lars Frölander  | 100 m farfalla     | 52"47    | 20º        | non qualificato | non qualificato | non qualificato | non qualificato |
| Stefan Nystrand | 50 m stile libero  | 22"32    | 17º        | non qualificato | non qualificato | non qualificato | non qualificato |
| Stefan Nystrand | 100 m stile libero | 49"55    | 25º        | non qualificato | non qualificato | non qualificato | non qualificato |

Femminile
| Atleta                                                                                                | Evento               | Batterie | Batterie   | Semifinali      | Semifinali      | Finale          | Finale          |
| Atleta                                                                                                | Evento               | Tempo    | Classifica | Tempo           | Classifica      | Tempo           | Classifica      |
| --- | -------------------- | -------- | ---------- | --------------- | --------------- | --------------- | --------------- |
| Therese Alshammar                                                                                     | 50 m stile libero    | 24"77    | 6ª Q       | 24"71           | 8ª Q            | 24"61           | 6ª              |
| Therese Alshammar                                                                                     | 100 m stile libero   | DNS      | DNS        | non qualificata | non qualificata | non qualificata | non qualificata |
| Stina Gardell                                                                                         | 200 m misti          | 2'14"70  | 20ª        | non qualificata | non qualificata | non qualificata | non qualificata |
| Stina Gardell                                                                                         | 400 m misti          | 4'41"66  | 14ª        | N.D.            | N.D.            | non qualificata | non qualificata |
| Martina Granström                                                                                     | 100 m farfalla       | 58"70    | 14ª Q      | 58"95           | 15ª             | non qualificata | non qualificata |
| Martina Granström                                                                                     | 200 m farfalla       | 2'08"94  | 13ª Q      | 2'07"83         | 10ª             | non qualificata | non qualificata |
| Joline Höstman                                                                                        | 100 m rana           | 1'08"28  | 19ª        | non qualificata | non qualificata | non qualificata | non qualificata |
| Joline Höstman                                                                                        | 200 m rana           | 2'25"44  | 6ª Q       | 2'24"77         | 10ª             | non qualificata | non qualificata |
| Jennie Johansson                                                                                      | 100 m rana           | 1'07"14  | 8ª Q       | 1'07"57         | 10ª             | non qualificata | non qualificata |
| Sarah Sjöström                                                                                        | 50 m stile libero    | 24"94    | =10ª Q     | 25"08           | 14ª             | non qualificata | non qualificata |
| Sarah Sjöström                                                                                        | 100 m stile libero   | 54"26    | =10ª Q     | 53"93           | 9ª              | non qualificata | non qualificata |
| Sarah Sjöström                                                                                        | 200 m stile libero   | 1'58"03  | =7ª Q      | 1'58"12         | 12ª             | non qualificata | non qualificata |
| Sarah Sjöström                                                                                        | 100 m farfalla       | 57"45    | 4ª Q       | 57"27           | 4ª Q            | 57"17           | 4ª              |
| Therese Svendsen                                                                                      | 100 m dorso          | 1'03"11  | 35ª        | non qualificata | non qualificata | non qualificata | non qualificata |
| Therese Alshammar Michelle Coleman Gabriella Fagundez Ida Marko-Varga Sarah Sjöström                  | 4×100 m stile libero | 3'38"21  | =7ª Q      | N.D.            | N.D.            | DSQ             | DSQ             |
| Michelle Coleman Gabriella Fagundez Martina Granström Joline Höstman Ida Marko-Varga Therese Svendsen | 4×100 m misti        | 4'00"76  | 10ª        | N.D.            | N.D.            | non qualificate | non qualificate |

### Tuffi
Maschile
| Atleta               | Evento           | Preliminari | Preliminari | Semifinale      | Semifinale      | Finale          | Finale          |
| Atleta               | Evento           | Punti       | Classifica  | Punti           | Classifica      | Punti           | Classifica      |
| -------------------- | ---------------- | ----------- | ----------- | --------------- | --------------- | --------------- | --------------- |
| Christofer Eskilsson | Piattaforma 10 m | 375,30      | 25º         | non qualificato | non qualificato | non qualificato | non qualificato |

Femminile
| Atleta        | Evento         | Preliminari | Preliminari | Semifinale | Semifinale | Finale | Finale     |
| Atleta        | Evento         | Punti       | Classifica  | Punti      | Classifica | Punti  | Classifica |
| ------------- | -------------- | ----------- | ----------- | ---------- | ---------- | ------ | ---------- |
| Anna Lindberg | Trampolino 3 m | 318,60      | 11ª Q       | 319,80     | 10ª Q      | 316,80 | 10ª        |

## Pallamano

### Maschile
Rosa
| N° | Naz.              | Ruolo | Sportivo            | Anno | Alt.   |  | Squadra di club       |  |
| -- | ----------------- | ----- | ------------------- | ---- | ------ |  | --------------------- |  |
| 1  | Svezia (bandiera) | P     | Mattias Andersson   | 1978 | 1,86 m |  | Flensburg-Handewitt   |  |
| 3  | Svezia (bandiera) | PV    | Mattias Gustafsson  | 1978 | 1,93 m |  | Nettlestedt Lubecca   |  |
| 5  | Svezia (bandiera) | T     | Kim Andersson       | 1982 | 2,00 m |  | Kiel                  |  |
| 6  | Svezia (bandiera) | A     | Jonas Källman       | 1981 | 2,00 m |  | Atlético Madrid       |  |
| 7  | Svezia (bandiera) | PV    | Magnus Jernemyr     | 1976 | 2,00 m |  | Barcellona            |  |
| 10 | Svezia (bandiera) | A     | Niclas Ekberg       | 1988 | 1,91 m |  | AG Copenaghen         |  |
| 11 | Svezia (bandiera) | C     | Dalibor Doder       | 1979 | 1,82 m |  | Minden                |  |
| 15 | Svezia (bandiera) | T     | Jonas Larholm       | 1982 | 1,93 m |  | Aalborg               |  |
| 18 | Svezia (bandiera) | PV    | Tobias Karlsson     | 1981 | 1,96 m |  | Flensburg-Handewitt   |  |
| 19 | Svezia (bandiera) | T     | Johan Jakobsson     | 1987 | 1,95 m |  | Aalborg               |  |
| 22 | Svezia (bandiera) | P     | Johan Sjöstrand     | 1987 | 1,95 m |  | Barcellona            |  |
| 24 | Svezia (bandiera) | A     | Fredrik Petersen    | 1983 | 1,88 m |  | Bjerringbro-Silkeborg |  |
| 25 | Svezia (bandiera) | A     | Kim Ekdahl du Rietz | 1989 | 1,96 m |  | Nantes                |  |
| 32 | Svezia (bandiera) | A     | Mattias Zakrisson   | 1990 | 1,78 m |  | Eskilstuna Guif       |  |
| 35 | Svezia (bandiera) | PV    | Andreas Nilsson     | 1990 | 1,96 m |  | Skövde                |  |

- Allenatori:  Staffan Olsson e  Ola Lindgren

Fase a gironi - Gruppo A
| Arbitro: | Raluy López, Sabroso |

|            |           |                |
| D. Doder 8 | Marcatori | 6 O. Boughanmi |

| Arbitro: | Nikolić, Stojković |

|              |           |              |
| S. Larsson 4 | Marcatori | 13 N. Ekberg |

| Arbitro: | Nachevski, Nikolov |

|              |           |                 |
| J. Källman 9 | Marcatori | 9 A. Pálmarsson |

| Arbitro: | López, Sabroso |

|             |           |                |
| N. Ekberg 9 | Marcatori | 3 D.E. Simonet |

| Arbitro: | Gubica, Milošević |

|               |           |                           |
| D. Narcisse 6 | Marcatori | 5 N. Ekberg, K. Andersson |

| Squadra       | title="Punti">P.ti | title="Giocate">G | title="Vinte">V | title="Pareggiate">N | title="Perse">P | title="Punti fatti">PF | title="Punti subiti">PS | title="Differenza punti">DP |
| ------------- | ------------------ | ----------------- | --------------- | -------------------- | --------------- | ---------------------- | ----------------------- | --------------------------- |
| Islanda       | 10                 | 5                 | 5               | 0                    | 0               | 167                    | 132                     | +35                         |
| Francia       | 8                  | 5                 | 4               | 0                    | 1               | 159                    | 110                     | +49                         |
| Svezia        | 6                  | 5                 | 3               | 0                    | 2               | 156                    | 115                     | +41                         |
| Tunisia       | 4                  | 5                 | 2               | 0                    | 3               | 121                    | 125                     | -4                          |
| Argentina     | 2                  | 5                 | 1               | 0                    | 4               | 113                    | 138                     | -25                         |
| Gran Bretagna | 0                  | 5                 | 0               | 0                    | 5               | 96                     | 192                     | -96                         |

Quarti di finale
| Arbitro: | Nachevski, Nikolov |

|            |           |               |
| D. Doder 6 | Marcatori | 6 H. Lindberg |

Semifinale
| Arbitro: | Geipel, Helbig |

|              |           |             |
| G. Császár 8 | Marcatori | 6 N. Ekberg |

Finale
| Arbitro: | Krstić, Ljubić |

|             |           |             |
| N. Ekberg 6 | Marcatori | 5 M. Guigou |

### Femminile
Rosa
| N° | Naz.              | Ruolo | Sportivo                | Anno | Alt.   |  | Squadra di club            |  |
| -- | ----------------- | ----- | ----------------------- | ---- | ------ |  | -------------------------- |  |
| 2  | Svezia (bandiera) | PV    | Ulrika Ågren            | 1987 | 1,77 m |  | Team Esbjerg               |  |
| 3  | Svezia (bandiera) | PV    | Tina Flognman           | 1981 | 1,78 m |  | Toulon St-Cyr Var Handball |  |
| 4  | Svezia (bandiera) | A     | Matilda Boson           | 1981 | 1,76 m |  | Spårvägen HF               |  |
| 5  | Svezia (bandiera) | PV    | Hanna Fogelström        | 1990 | 1,79 m |  | Sävehof                    |  |
| 6  | Svezia (bandiera) | T     | Therese Islas Helgesson | 1990 | 1,69 m |  | Toulon St-Cyr Var Handball |  |
| 8  | Svezia (bandiera) | T     | Jamina Roberts          | 1990 | 1,75 m |  | Sävehof                    |  |
| 10 | Svezia (bandiera) | A     | Annika Wiel Fredén      | 1978 | 1,76 m |  | BK Heid                    |  |
| 12 | Svezia (bandiera) | P     | Gabriella Kain          | 1981 | 1,79 m |  | Kolding                    |  |
| 15 | Svezia (bandiera) | T     | Johanna Ahlm            | 1987 | 1,75 m |  | Viborg HK                  |  |
| 16 | Svezia (bandiera) | P     | Cecilia Grubbström      | 1986 | 1,78 m |  | Sävehof                    |  |
| 17 | Svezia (bandiera) | C     | Linnea Torstenson       | 1983 | 1,86 m |  | FC Midtjylland Håndbold    |  |
| 18 | Svezia (bandiera) | PV    | Johanna Wiberg          | 1983 | 1,85 m |  | Eslövs IK                  |  |
| 20 | Svezia (bandiera) | C     | Isabelle Gulldén        | 1989 | 1,78 m |  | Viborg HK                  |  |
| 25 | Svezia (bandiera) | C     | Angelica Wallén         | 1986 | 1,71 m |  | Team Esbjerg               |  |
| 31 | Svezia (bandiera) | T     | Anna-Maria Johansson    | 1982 | 1,80 m |  | Skövde                     |  |

- Allenatori:  Per Johansson

Fase a gironi - Gruppo B
| Arbitro: | Nikolić, Stojković |

|           |           |              |
| R. Skov 6 | Marcatori | 5 I. Gulldén |

| Arbitro: | Coulibaly, Diabate |

|                 |           |                                |
| L. Torstenson 6 | Marcatori | 5 L.-K. R. Koren, L.J. Sulland |

| Arbitro: | Gubica, Milošević |

|                                    |           |           |
| A. Pineau, C. Mendy, P. Baudouin 4 | Marcatori | 6 J. Ahlm |

| Arbitro: | Al-Nuaimi, Omar |

|                           |           |                 |
| M. Mangué, N.C. Alberto 6 | Marcatori | 5 H. Fogelström |

| Arbitro: | Abdulla, Bamutref |

|               |           |              |
| T. Flognman 8 | Marcatori | 10 Ryu E.-H. |

| Squadra       | title="Punti">P.ti | title="Giocate">G | title="Vinte">V | title="Pareggiate">N | title="Perse">P | title="Punti fatti">PF | title="Punti subiti">PS | title="Differenza punti">DP |
| ------------- | ------------------ | ----------------- | --------------- | -------------------- | --------------- | ---------------------- | ----------------------- | --------------------------- |
| Francia       | 9                  | 5                 | 4               | 1                    | 0               | 125                    | 103                     | +22                         |
| Corea del Sud | 7                  | 5                 | 3               | 2                    | 0               | 136                    | 130                     | +6                          |
| Spagna        | 7                  | 5                 | 3               | 1                    | 1               | 119                    | 114                     | +5                          |
| Norvegia      | 5                  | 5                 | 2               | 1                    | 2               | 118                    | 120                     | -2                          |
| Danimarca     | 2                  | 5                 | 1               | 0                    | 4               | 113                    | 121                     | -8                          |
| Svezia        | 0                  | 5                 | 0               | 0                    | 5               | 84                     | 106                     | -22                         |

- Svezia eliminata alla fase a gironi. Posizione nella classifica finale: 9º posto.

## Pugilato
Maschile
| Atleta        | Evento                     | Sedicesimi                 | Ottavi di finale          | Quarti di finale     | Semifinali           | Finale               | Pos. |
| Atleta        | Evento                     | Avversario Risultato       | Avversario Risultato      | Avversario Risultato | Avversario Risultato | Avversario Risultato | Pos. |
| ------------- | -------------------------- | -------------------------- | ------------------------- | -------------------- | -------------------- | -------------------- | ---- |
| Salamo N'tuve | Pesi mosca (-52 kg)        | I. Suleimenov (KAZ) P 8-13 | non qualificato           | non qualificato      | non qualificato      | non qualificato      | 17º  |
| Anthony Yigit | Pesi superleggeri (-64 kg) | F. Vargas (PUR) V 13-9     | D. Berinčyk (UKR) P 23-24 | non qualificato      | non qualificato      | non qualificato      | 9º   |

Femminile
| Atleta       | Evento             | Ottavi di finale                   | Quarti di finale         | Semifinali           | Finale               | Pos. |
| Atleta       | Evento             | Avversario Risultato               | Avversario Risultato     | Avversario Risultato | Avversario Risultato | Pos. |
| ------------ | ------------------ | ---------------------------------- | ------------------------ | -------------------- | -------------------- | ---- |
| Anna Laurell | Pesi medi (-75 kg) | N. Fischer-Rasmussen (AUS) V 24-17 | C. Shields (USA) P 14-18 | non qualificata      | non qualificata      | 5ª   |

## Taekwondo
Maschile
| Atleta    | Evento | Ottavi                    | Quarti               | Semifinale           | Ripescaggio Turno 1         | Ripescaggio Turno 2  | Finale               | Classifica      |
| Atleta    | Evento | Avversario Risultato      | Avversario Risultato | Avversario Risultato | Avversario Risultato        | Avversario Risultato | Avversario Risultato | Classifica      |
| --------- | ------ | ------------------------- | -------------------- | -------------------- | --------------------------- | -------------------- | -------------------- | --------------- |
| Uno Sanli | −58 kg | J. González (ESP) P (6-7) | non qualificato      | non qualificato      | S. Khalil (AUS) P (1-4) SDP | non qualificato      | non qualificato      | non qualificato |

Femminile
| Atleta         | Evento | Ottavi                      | Quarti                  | Semifinale           | Ripescaggio Turno 1  | Ripescaggio Turno 2  | Finale               | Classifica      |
| Atleta         | Evento | Avversario Risultato        | Avversario Risultato    | Avversario Risultato | Avversario Risultato | Avversario Risultato | Avversario Risultato | Classifica      |
| -------------- | ------ | --------------------------- | ----------------------- | -------------------- | -------------------- | -------------------- | -------------------- | --------------- |
| Elin Johansson | −67 kg | S. El Sawalhy (EGY) V (6-0) | C. Marton (AUS) P (3-8) | non qualificata      | non qualificata      | non qualificata      | non qualificata      | non qualificata |

## Tennis
Maschile
| Atleta                           | Evento | 16-esimi                                          | Ottavi                                    | Quarti               | Semifinali           | Finale               | Pos.            |
| Atleta                           | Evento | Avversario Risultato                              | Avversario Risultato                      | Avversario Risultato | Avversario Risultato | Avversario Risultato | Pos.            |
| -------------------------------- | ------ | ------------------------------------------------- | ----------------------------------------- | -------------------- | -------------------- | -------------------- | --------------- |
| Johan Brunström Robert Lindstedt | Doppio | N. Đoković/ V. Troicki (SRB) V 2-0 (7-610-8, 6-3) | M. Čilić/ I. Dodig (CRO) P 0-2 (3-6, 2-6) | non qualificati      | non qualificati      | non qualificati      | non qualificati |

Femminile
| Atleta          | Evento  | 32-esimi                               | 16-esimi             | Ottavi               | Quarti               | Semifinali           | Finale               | Pos.            |
| Atleta          | Evento  | Avversario Risultato                   | Avversario Risultato | Avversario Risultato | Avversario Risultato | Avversario Risultato | Avversario Risultato | Pos.            |
| --------------- | ------- | -------------------------------------- | -------------------- | -------------------- | -------------------- | -------------------- | -------------------- | --------------- |
| Sofia Arvidsson | Singolo | V. Zvonarëva (RUS) P 0-2 (6-73-7, 4-6) | non qualificata      | non qualificata      | non qualificata      | non qualificata      | non qualificata      | non qualificata |

Misto
| Atleta                           | Evento       | Ottavi                                              | Quarti               | Semifinali           | Finale               | Pos.            |
| Atleta                           | Evento       | Avversario Risultato                                | Avversario Risultato | Avversario Risultato | Avversario Risultato | Pos.            |
| -------------------------------- | ------------ | --------------------------------------------------- | -------------------- | -------------------- | -------------------- | --------------- |
| Sofia Arvidsson Robert Lindstedt | Doppio misto | R. Vinci/ D. Bracciali (ITA) P 1-2 (3-6, 6-4, 8-10) | non qualificati      | non qualificati      | non qualificati      | non qualificati |

## Tennis tavolo
Maschile
| Atleta                                   | Evento  | Preliminari          | Round 1                                                              | Round 2                                        | Round 3              | Round 4                                   | Quarti di finale     | Semifinale           | Finale               | Pos.            |
| Atleta                                   | Evento  | Avversario Risultato | Avversario Risultato                                                 | Avversario Risultato                           | Avversario Risultato | Avversario Risultato                      | Avversario Risultato | Avversario Risultato | Avversario Risultato | Pos.            |
| ---------------------------------------- | ------- | -------------------- | -------------------------------------------------------------------- | ---------------------------------------------- | -------------------- | ----------------------------------------- | -------------------- | -------------------- | -------------------- | --------------- |
| Pär Gerell                               | Singolo | Bye                  | E.-s. Lashin (EGY) P 3-4 (11-7, 4-11, 8-11, 10-12, 11-8, 11-8, 9-11) | non qualificato                                | non qualificato      | non qualificato                           | non qualificato      | non qualificato      | non qualificato      | non qualificato |
| Jörgen Persson                           | Singolo | Bye                  | S. Toriola (NGR) V 4-1 (11-8, 11-7, 12-10, 9-11, 11-6)               | A. Gaćina (CRO) P 0-4 (5-11, 6-11, 7-11, 4-11) | non qualificato      | non qualificato                           | non qualificato      | non qualificato      | non qualificato      | non qualificato |
| Pär Gerell Jens Lundqvist Jörgen Persson | Squadre | N.D.                 | N.D.                                                                 | N.D.                                           | N.D.                 | Germania (GER) P 1-3 (3-1, 2-3, 0-3, 0-3) | non qualificati      | non qualificati      | non qualificati      | non qualificati |

## Tiro a segno/volo
Maschile
| Atleta          | Evento      | Qualificazione | Qualificazione | Finale          | Finale          |
| Atleta          | Evento      | Punteggio      | Classifica     | Punteggio       | Classifica      |
| --------------- | ----------- | -------------- | -------------- | --------------- | --------------- |
| Håkan Dahlby    | Double trap | 137            | 5º Q           | 186             |                 |
| Stefan Nilsson  | Skeet       | 118            | 15º            | non qualificato | non qualificato |
| Marcus Svensson | Skeet       | 119            | 7º             | non qualificato | non qualificato |

Femminile
| Atleta            | Evento | Qualificazione | Qualificazione | Finale          | Finale          |
| Atleta            | Evento | Punteggio      | Classifica     | Punteggio       | Classifica      |
| ----------------- | ------ | -------------- | -------------- | --------------- | --------------- |
| Therese Lundqvist | Skeet  | 67 (S/O 1)     | 7ª             | non qualificata | non qualificata |

## Tiro con l'arco
Femminile
| Atleta              | Evento      | Round di qualificazione | Round di qualificazione | 32-esimi                     | 16-esimi                  | Ottavi                    | Quarti                    | Semifinali                | Finale                    | Pos.            |
| Atleta              | Evento      | Punteggio               | Seed                    | Avversario Seed Punteggio    | Avversario Seed Punteggio | Avversario Seed Punteggio | Avversario Seed Punteggio | Avversario Seed Punteggio | Avversario Seed Punteggio | Pos.            |
| ------------------- | ----------- | ----------------------- | ----------------------- | ---------------------------- | ------------------------- | ------------------------- | ------------------------- | ------------------------- | ------------------------- | --------------- |
| Christine Bjerendal | Individuale | 625                     | 49ª                     | R. Hayakawa (JPN) (16) P 4-6 | non qualificata           | non qualificata           | non qualificata           | non qualificata           | non qualificata           | non qualificata |

## Triathlon
Femminile
| Atleta      | Evento    | Nuoto | Trans. 1 | Ciclismo  | Trans. 2 | Corsa  | Totale    | Classifica |
| ----------- | --------- | ----- | -------- | --------- | -------- | ------ | --------- | ---------- |
| Lisa Nordén | Femminile | 17"   | 0'47"    | 1h 05'33" | 0'29"    | 33'42" | 1h 59'48" |            |

## Vela
Maschile
| Atleta                           | Evento | Regata | Regata | Regata | Regata | Regata | Regata | Regata | Regata | Regata | Regata | Regata | Punteggio Totale | Punteggio Netto | Classifica |
| Atleta                           | Evento | 1      | 2      | 3      | 4      | 5      | 6      | 7      | 8      | 9      | 10     | M      | Punteggio Totale | Punteggio Netto | Classifica |
| -------------------------------- | ------ | ------ | ------ | ------ | ------ | ------ | ------ | ------ | ------ | ------ | ------ | ------ | ---------------- | --------------- | ---------- |
| Rasmus Myrgren                   | Laser  | 11     | 5      | 4      | 5      | 25     | 10     | 4      | 9      | 10     | 2      | 12     | 97               | 72              |            |
| Daniel Birgmark                  | Finn   | 17     | 5      | 14     | 1      | 9      | 9      | 10     | 12     | 10     | 8      | 12     | 107              | 90              | 9º         |
| Anton Dahlberg Sebastian Östling | 470    | 4      | 6      | 8      | 14     | 13     | 9      | 14     | 24     | 22     | 13     | 20     | 147              | 123             | 10°        |
| Fredrik Lööf Max Salminen        | Star   | 10     | 4      | 4      | 1      | 5      | 3      | 4      | 1      | 2      | 5      | 2      | 42               | 32              |            |

Femminile
Fleet racing
| Atleta                           | Evento       | Regata | Regata | Regata | Regata | Regata | Regata | Regata | Regata | Regata | Regata | Regata | Punteggio Totale | Punteggio Netto | Classifica |
| Atleta                           | Evento       | 1      | 2      | 3      | 4      | 5      | 6      | 7      | 8      | 9      | 10     | M      | Punteggio Totale | Punteggio Netto | Classifica |
| -------------------------------- | ------------ | ------ | ------ | ------ | ------ | ------ | ------ | ------ | ------ | ------ | ------ | ------ | ---------------- | --------------- | ---------- |
| Josefin Olsson                   | Laser Radial | 25     | 17     | 5      | 18     | 14     | 24     | 29     | 29     | 5      | 14     | EL     | 180              | 151             | 18ª        |
| Lisa Ericsson Astrid Gabrielsson | 470          | 17     | 12     | 11     | 9      | 16     | 20     | 19     | 13     | 18     | 20     | EL     | 148              | 128             | 19ª        |

Match racing
| Atleta                                         | Evento     | Round robin | Round robin | Round robin | Round robin | Round robin | Round robin | Round robin | Round robin | Round robin | Round robin | Round robin | Classifica | Eliminazioni    | Eliminazioni    | Eliminazioni    | Classifica |
| Atleta                                         | Evento     | RUS         | NZL         | FIN         | FRA         | ESP         | DEN         | POR         | AUS         | GBR         | USA         | NED         | Classifica | Quarti          | Semif.          | Finale          | Classifica |
| ---------------------------------------------- | ---------- | ----------- | ----------- | ----------- | ----------- | ----------- | ----------- | ----------- | ----------- | ----------- | ----------- | ----------- | ---------- | --------------- | --------------- | --------------- | ---------- |
| Lotta Harrysson Malin Källström Anna Kjellberg | Elliott 6m | P 0-1       | P 0-1       | P 0-1       | P 0-1       | P 0-1       | P 0-1       | P 0-1       | P 0-1       | P 0-1       | P 0-1       | V 1-0       | =11ª       | non qualificate | non qualificate | non qualificate | =11ª       |

Open
| Atleta                         | Evento | Regata | Regata | Regata | Regata | Regata | Regata | Regata | Regata | Regata | Regata | Regata | Regata | Regata | Regata | Regata | Regata | Punteggio Totale | Punteggio Netto | Classifica |
| Atleta                         | Evento | 1      | 2      | 3      | 4      | 5      | 6      | 7      | 8      | 9      | 10     | 11     | 12     | 13     | 14     | 15     | M      | Punteggio Totale | Punteggio Netto | Classifica |
| ------------------------------ | ------ | ------ | ------ | ------ | ------ | ------ | ------ | ------ | ------ | ------ | ------ | ------ | ------ | ------ | ------ | ------ | ------ | ---------------- | --------------- | ---------- |
| Niclas Düring Jonas von Geijer | 49er   | 5      | 3      | 12     | 8      | 17     | 4      | 14     | 3      | 16     | 8      | 19     | 6      | 18     | 10     | 11     | 18     | 172              | 153             | 10º        |